# Karl Schmitz (Politiker, 1881)

Karl Schmitz

Karl Schmitz (* 17. Februar 1881 in Aachen; † 2. Januar 1955 in Duisburg) war ein deutscher Politiker (Zentrum).

## Leben und Wirken
Nach dem Besuch der Volksschule in Aachen erlernte Schmitz das Dreherhandwerk. Ergänzend dazu besuchte er die Fortbildungsschule in Aachen. Später absolvierte er zudem noch einige volkswirtschaftliche Kurse beim Volksverein für das katholische Deutschland in Mönchengladbach.
Politisch engagierte Schmitz sich bereits früh in den christlichen Gewerkschaften und spätestens in der Zeit der Weimarer Republik in der katholisch geprägten Zentrumspartei. 1905 wurde er hauptamtlicher Bezirkssekretär des Christlichen Metallarbeiterverbandes für das Rheinland in Köln. 1919 wurde er in die Hauptleitung des Christlichen Metallarbeiterverbandes in Duisburg berufen. Ein Jahr später wurde er 2. Vorsitzender des Christlichen Metallarbeiterverbandes. Den Höhepunkt seiner Karriere als Gewerkschafter erreichte er im selben Jahr mit der Ernennung zum Verbandsvorsitzenden des Gesamtverbandes der christlichen Gewerkschaften Deutschlands. Ferner gehörte er der Deutsch-Französischen Wirtschaftskommission an.
Bei der Reichstagswahl vom März 1933 wurde er als Vertreter des Wahlkreises 23 (Düsseldorf West) in den achten Reichstag der Republik gewählt. Bereits vier Monate später legte Schmitz sein Mandat nieder und schied wieder aus dem Parlament aus. Schmitzs Mandat wurde anschließend von August 1933 bis zum Ende der Wahlperiode von Heinrich van de Sandt fortgeführt. Zu den parlamentarischen Ereignissen, an denen er während seiner kurzen Abgeordnetenzeit beteiligt war zählte unter anderem die Abstimmung über das – schließlich auch mit seiner Stimme verabschiedete – Ermächtigungsgesetz im März 1933.
Nachdem Schmitz 1933 auch seine Stellung als Verbandsvorsitzender – wohl auf Druck der Nationalsozialisten – verloren hatte, betrieb er von 1934 bis 1944 ein eigenes Textilgeschäft.
An den Staatsstreichunternehmen vom 20. Juli 1944 war Schmitz am Rande durch Kontakte zu Wilhelm Elfes beteiligt.

## Schriften
- Der Ratgeber des Arbeiters, Duisburg s. l. [1914].
- Verstaatlichung der Schereisenindustrie oder soziale Gemeinwirtschaft?, Duisburg 1921.
- Gewerkschaften und Wirtschaftspolitik, Berlin 1929.